# A’Keyla Mitchell
A’Keyla Mitchell (* 25. Oktober 1995 in Corpus Christi, Texas) ist eine US-amerikanische Sprinterin, die sich auf den 200-Meter-Lauf spezialisiert hat.

## Sportliche Laufbahn
A’Keyla Mitchell wuchs in Texas auf und studierte ab 2015 an der Kansas State University. Im selben Jahr gewann sie bei der Sommer-Universiade in Gwangju in 22,95 s die Silbermedaille über 200 Meter hinter der Kasachin Wiktorija Sjabkina und mit der US-amerikanischen 4-mal-400-Meter-Staffel gewann sie in 3:37,20 min die Bronzemedaille hinter den Teams aus Polen und Russland. 2022 gewann sie bei den NACAC-Meisterschaften in Freeport in 22,53 s die Bronzemedaille über 200 Meter hinter ihrer Landsfrau Brittany Brown und TyNia Gaither von den Bahamas und mit der Staffel siegte sie mit neuem Meisterschaftsrekord von 3:23,54 min gemeinsam mit Kaylin Whitney, Kyra Jefferson und Jaide Stepter Baynes.

## Persönliche Bestzeiten
- 200 Meter: 22,39 s (−0,3 m/s), 26. Juni 2022 in Eugene
  - 200 Meter (Halle): 22,96 s, 14. März 2015 in Fayetteville